# 小林美香 (タレント)
小林 美香（こばやし みか、1983年9月22日 - ）は、日本のタレント。愛知県出身。
150cm、血液型B型。かつてホリプロに所属していた。
その後、有限会社N/Yに所属し2019年に独立。

## 人物・来歴
- 1999年に雑誌のオーディションに合格し、2000年インターネット公募にて“かわいいひよこたち”を意味するグループ名が決定し、本格活動に入る。ホリプロが身長150cm以下の女の子3人（豊岡真澄・瀧上夕佳）で結成したアイドルユニットP-chicksの一員として芸能界入り。ブレイク寸前アイドルとして各誌の注目を集めた。ホリプロ主催のチャットパーティーなどに参加していたこともある。
- しかし2002年一杯でP-chicksは解散、小林と瀧上はホリプロとの契約を切られてしまい、小林の消息は分からなくなっていた。約2年のブランクの後、フリーで活動を再開。後に2005年冬頃から有限会社N/Yに所属し、ラブワンセーラーズのサブリーダーに就任する。また、FMさがみの番組、「ラブワンセーラーズ」にもレギュラーで出演し始める。
- 女性としては珍しいハスキーボイスを持ち、ラブワンセーラーズではリードヴォーカルを任されていたが、ラブワンセーラーズ自体は2009年2月で解散した。
- ラブワンセーラーズ解散後も、引き続き芸能活動は続けており、「ラブワンセーラーズ」の後番組である「TDH19」でパーソナリティを務めたり、世田谷、相模原周辺のイベント、お祭りに出演している。
- 2009年8月28日に*mika*名義で初のソロシングル、「Brightness of a heart」をリリースした。

## 作品

### CD
- JUMP -メイっぱい抱きしめて-（2000年7月26日、ビクターエンタテインメント）P-chicksとして。WOWOWアニメ「HAND MAID メイ」オープニングテーマ
- Brightness of a heart（2009年8月28日、エヌワイ プロモーション事業部）

## ビデオ
- P-chicks ファーストビデオ（2000年8月19日、ポニーキャニオン）
- 半熟不思議少女　-小林美香16才-（2000年11月20日、ソフト・オン・デマンド）

### 写真集
- P-chicks ファースト写真集（2000年6月？日、宙出版）